# William Tyndale
William Tyndale (6 ottobre 1494 circa – Vilvoorde, 6 settembre o 6 ottobre 1536) è stato un riformatore religioso del XVI secolo e uno studioso che tradusse la Bibbia nell'inglese dei suoi giorni.
Sebbene fossero state fatte numerose traduzioni parziali e complete a partire dal VII secolo, Tyndale fu il primo ad avvantaggiarsi dal nuovo mezzo della stampa che consentiva larghe tirature.
L'opera di Tyndale, ovvero la Bibbia Tyndale, fu la fonte principale della Bibbia di re Giacomo (o King James Version) pubblicata nel 1611, che sebbene sia stata il frutto del lavoro collettivo di 54 studiosi, è per gran parte ancora basata sulla traduzione originale di Tyndale.
Nel 1530 scrisse The Practyse of Prelates in cui si opponeva al divorzio di Enrico VIII d'Inghilterra, attirando a sé il favore dei cattolici e l'ira del Re d'Inghilterra che nel 1535 lo fece incarcerare e condannare a morte per eresia.

## Biografia

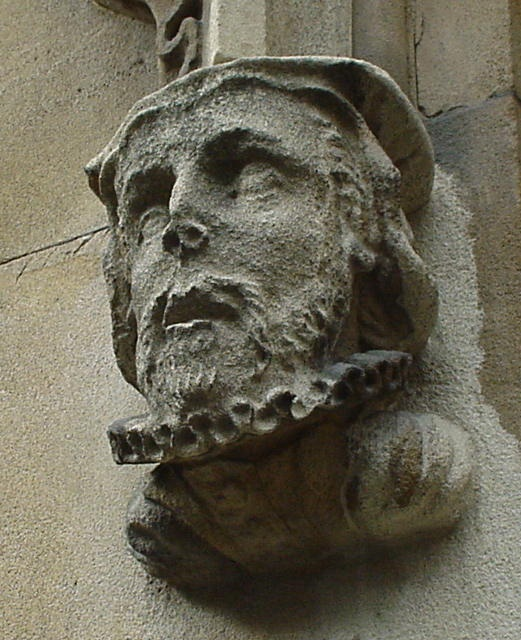
Testa di William Tyndale presso la chiesa St Dunstan-in-the-West in Londra

La data di nascita di William Tyndale può essere collocata intorno al 1494, probabilmente in North Nibley vicino Dursley, Gloucestershire. La famiglia Tyndale era anche conosciuta come "Hytchyns", "Hitchins" o "Hutchins", infatti quello era il cognome con il quale si iscrisse a Magdalen Hall dell'Università di Oxford (ora parte dell'Hertford College), dove ottenne il Bachelor of Arts nel 1512 e il Master of Arts nel 1515. Tyndale era molto dotato per le lingue tanto da parlare correntemente il francese, il greco, l'ebraico, il tedesco, l'italiano, il latino, lo spagnolo e, naturalmente, la sua lingua materna. Successivamente passò a Cambridge dove probabilmente seguì le lezioni di Erasmo da Rotterdam, che nel 1503 tradusse in inglese Enchiridion Militis Christiani (Handbook of the Christian Knight), e dove incontrò Thomas Bilney e John Fryth.
Divenne cappellano nella casa di Sir John Walsh in Little Sodbury nel 1521 circa. Le sue idee lo misero in difficoltà a causa di una disputa con i suoi colleghi e, intorno al 1522, venne convocato dal Cancelliere della Diocesi di Worcester in quanto accusato di eresia di stampo ariano, poiché dal suo studio filologico emergeva che Gesù di Nazaret non fosse il Dio dell'Antico Testamento ma il suo angelo personale, chiamato nei testi greci con lo pseudonimo di Arcangelo Michele. Già allora era determinato a tradurre la bibbia in inglese, essendo fermamente convinto che la strada per giungere a Dio fosse quella delle sue parole e che tale strada avrebbe dovuto essere disponibile anche per l'umile contadino che aveva maggiore familiarità con l'aratro che con i libri. Così lasciò tutto per trasferirsi a Londra.
A Londra Tyndale fu fermamente respinto dal vescovo Cuthbert Tunstall quando gli chiese un appoggio. Il cardinale, al pari di molti alti prelati, era molto a disagio al pensiero di una bibbia in vernacolo. Tyndale, con l'aiuto di un mercante, Humphrey Monmouth, fuggì dall'Inghilterra sotto pseudonimo e sbarcò ad Amburgo nel 1524. Aveva già iniziato la traduzione del nuovo Testamento, dopo una visita a Lutero a Wittenberg, l'anno seguente, terminò la traduzione.
In seguito alla pubblicazione del nuovo testamento il cardinale Wolsey condannò Tyndale come eretico e ne domandò l'arresto.

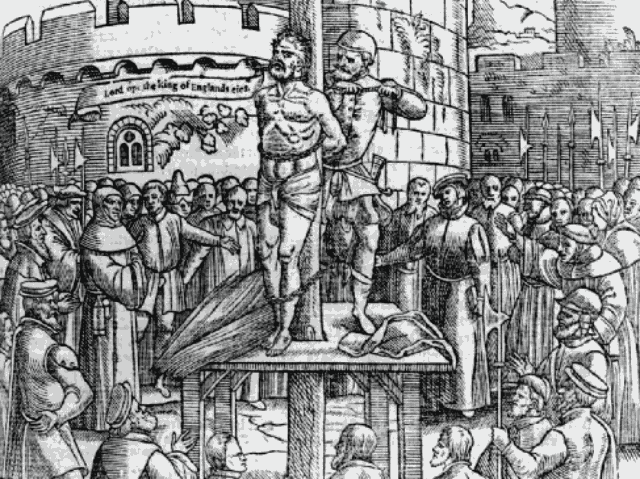
Il martirio di William Tyndale

Tyndale cercò di evitare l'arresto nascondendosi, probabilmente per un certo periodo di tempo ad Amburgo, e continuando la sua attività. Egli revisionò la sua versione del Nuovo Testamento ed iniziò a tradurre il Vecchio Testamento, scrivendo anche diversi trattati. Nel 1530 scrisse The Practyse of Prelates, che gli attirò l'appoggio del fronte cattolico a causa della sua opposizione al divorzio di Enrico VIII d'Inghilterra. Ciò però provocò l'ira del re contro di lui: Enrico infatti chiese formalmente all'imperatore Carlo V l'arresto di Tyndale ed il suo ritorno in Inghilterra.
Alla fine fu denunciato alle autorità. Fu arrestato ad Anversa nel 1535 e rinchiuso nel castello di Vilvoorde nei pressi di Bruxelles. Venne processato con l'accusa di eresia nel 1536 e condannato al rogo, nonostante il tentativo di Thomas Cromwell di intercedere in suo favore. Il 6 ottobre 1536 fu strangolato prima del rogo ed in seguito il suo corpo ormai senza vita venne bruciato. Si narra che le sue ultime parole furono: «Oh Signore, apri tu gli occhi al Re d'Inghilterra!».

## L'eredità di Tyndale
Traducendo la Bibbia, Tyndale ripristinò nella lingua inglese diversi nuovi termini:
- Jehovah (Geova) come nome personale di Dio (tale vocabolo è il risultato dell'unione delle vocali del termine Adonay nel sacro tetragramma YHWH. A causa di una tradizione diffusa tra gli ebrei, i masoreti erano soliti non leggere il nome personale di Dio, piuttosto lo sostituivano con il titolo "Signore", Adonay; nella copiatura delle Scritture, finirono per sostituire interamente le quattro consonanti YHWH con titoli);
- Passover (Pasqua) (dal nome originario della Pasqua ebraica, Pesach o Pesah);
- Atonement (Espiazione) (composto da at + onement, che va oltre il semplice concetto di "riconciliazione" per suggerire un senso di unione, di inclusione, di copertura, che ha origine dal Kippur ebraico, il rito prescritto nell'Antico Testamento che consisteva nel coprire con il sangue il coperchio dell'Arca dell'Alleanza, ragion per cui la festività è detta anche "Giorno dell'espiazione");
- Scapegoat (capro espiatorio) (il capro che raccoglie su di sé i peccati e le iniquità del popolo nel sedicesimo capitolo del Levitico).

Coniò anche alcune note locuzioni come:
- let there be light (E luce sia!)
- the powers that be (le forze dell'essere)
- my brother's keeper (il custode di mio fratello)
- the salt of the earth (il sale della terra)
- a law unto themselves (sono legge a sé stessi)

Alcuni sostengono che il ruolo nella storia di Tyndale come traduttore delle Sacre Scritture, difensore della libertà e principale promotore della riforma religiosa in Inghilterra non sia ancora stato sufficientemente riconosciuto. La sua influenza è stata infatti spesso sottovalutata.

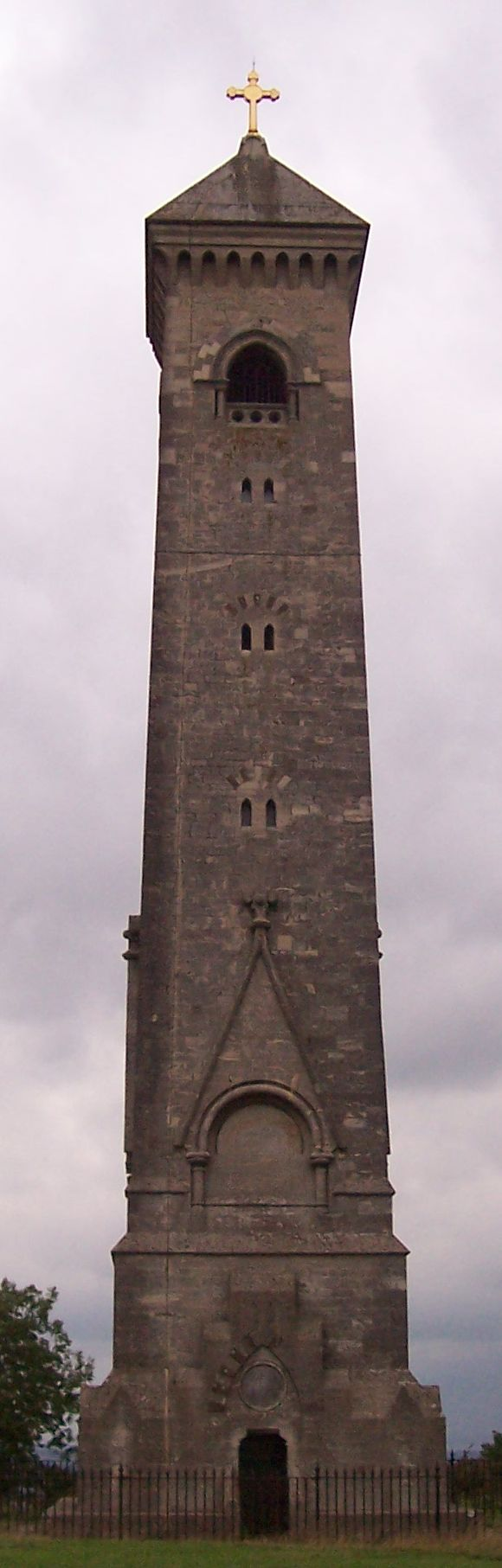
Il Tyndale Monument a North Nibley

Quasi tutte le analisi storiche ipotizzano che Tyndale abbia effettuato le sue traduzioni sulla base della Vulgata e delle opere di Martin Lutero. La Società Tyndleiana esibisce però un considerevole numero di prove a sostegno della tesi che le sue traduzioni siano state invece eseguite direttamente dalle fonti originali ebraiche e greche, che egli aveva nella sua disponibilità. Ad esempio, i Prolegomena all'opera di Mombert William Tyndale's Five Books of Moses suggeriscono che il Pentateuco di Tyndale sia una traduzione dall'originale ebraico.
Myles Coverdale si servì principalmente del lavoro di Tyndale per la sua versione completa della Bibbia in lingua inglese.

## Monumenti
Nei giardini Victoria sul Thames Embankment a Londra, fu eretta nel 1884 una statua in bronzo, opera di Sir Joseph Boehm, che commemora la vita e l'opera di Tyndale. Rappresenta la mano destra del riformatore posata su una copia aperta della Bibbia che, a sua volta, poggia su di un'antica pressa da stampa.
Sulla collina che sovrasta il suo luogo di nascita, North Nibley, sorge una torre monumentale, il Tyndale monument, costruita in suo onore nel 1866.